# نولان دياني
نولان دياني (الاسم العلمي:Nolana dianae) هو نوع نباتي يتبع جنس النولان من فصيلة الباذنجانية.